# Kamenný vrch (ås)
Kamenný vrch är en ås i Tjeckien. Den ligger i den centrala delen av landet, 120 km öster om huvudstaden Prag. Kamenný vrch ingår i Žďárské vrchy.